# アレクサンダー・パインズ

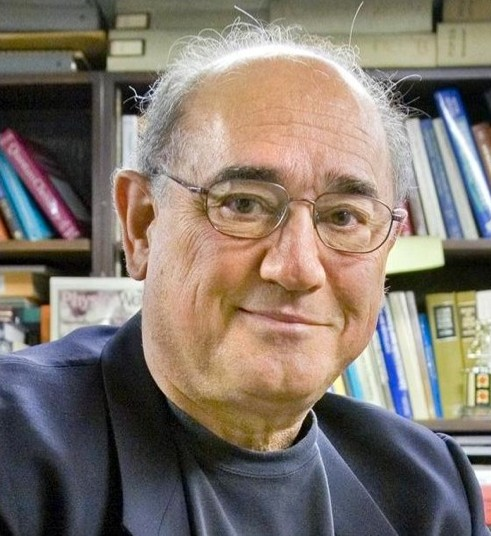
アレクサンダー・パインズ(2007)

アレクサンダー・パインズ（Alexander Pines、1945年6月22日 - 2024年11月1日）は、アメリカ合衆国の化学者。主な業績は核磁気共鳴における交差分極の発明。カリフォルニア大学バークレー校教授。

## 来歴
イギリス委任統治領パレスチナ（現在のイスラエル）のテルアビブに生まれ、ローデシア（現在のジンバブエ）で育った。ヘブライ大学で数学と化学を学び、1967年に卒業した。翌年に渡米し、1972年にマサチューセッツ工科大学から物理化学のPh.D.を取得。同年からカリフォルニア大学バークレー校に所属し、1980年から現職。またローレンス・バークレー国立研究所とQB3研究所の研究員も兼任している。
2002年王立協会外国人会員に選出。
2024年11月1日に死去。3日、国際磁気共鳴学会（ISMAR）は訃報を発表した。

## 主な受賞歴
- 1988年 - バーク賞
- 1991年 - ウルフ賞化学部門
- 1993年 - センテナリー賞
- 1998年 - アーヴィング・ラングミュア賞
- 2000年 - ディクソン賞科学部門、レムセン賞
- 2003年 - グレン・T・シーボーグ・メダル

## 参照
1. ↑  Koester, Vera (2024年11月5日). “Alexander Pines (1945 – 2024)” (英語). ChemistryViews. 2024年11月8日閲覧。
2. ↑  “Alex Pines 1945-2024, Klaus Möbius 1936-2024 – ISMAR” (英語) (2024年11月3日). 2024年11月4日閲覧。